# Arvillers

Arvillers este o comună în departamentul Somme, Franța. În 1 ianuarie 2022 avea o populație de 764 de locuitori.